# Rémy Falgoux
 Rémy Falgoux, né le 28 avril 1996 à Beaumont (Puy-de-Dôme) est un skieur alpin français.

## Biographie
Il est le fils de Jean-Michel Falgoux, moniteur de ski, et le cousin d’Étienne Falgoux, joueur international français de rugby.

### Débuts
Il fait ses débuts au sein du ski-club de Besse, puis à l’âge de 14 ans il passe au club des sports des Menuires.
En janvier 2014, il dispute sa 1re épreuve de Coupe d'Europe dans le super G  des Menuires. Cette même année, il devient Vice-champion de France U18 (moins de 18 ans) de super G et de combiné à Méribel, derrière Matthieu Bailet.
En mars 2015, il marque ses 1ers points en Coupe d’Europe dans le super G de Grandvalira. Le même mois, il est Vice-champion de France U21 (moins de 21 ans) de super G à Serre-Chevalier.
Il intègre l’équipe de France B à partir de la saison 2015-2016. En mars 2016, il devient Champion de France U21 du Combiné aux Menuires.
En mars 2017, il prend la 12e place des Championnats  du monde juniors (moins de 21 ans) de super G à Åre, et est Vice-champion de France U21 de super G à Val Thorens.
Il réalise son 1er top-10 en Coupe d’Europe, en prenant la 8e place du slalom géant  de Berchtesgaden en mars 2018.

### Saison 2018-2019
En décembre 2018, il réalise 2 nouveaux top-10 en Coupe d’Europe dans les slaloms géants de Funäsdalen qui l’amènent à disputer sa 1re épreuve de Coupe du monde dans le slalom géant d’Alta Badia.

### Saison 2019-2020
Fin janvier 2020, il obtient son meilleur résultat en Coupe d'Europe en prenant une très bonne 4e place dans le slalom géant de Méribel.
En février , malgré son dossard 57, il marque ses premiers points en Coupe du Monde en prenant la 21e place du slalom géant de Garmisch-Partenkirchen,.
Sa saison prend fin début mars en raison de l’arrêt des compétitions de ski dû à la pandémie de maladie à coronavirus.

### Saison 2020-2021
Son meilleur résultat de la saison est une bonne 7e place dans le slalom géant de Coupe d'Europe de Zinal. Il prend la 8e place des championnats de France de slalom géant à Châtel.
Il met fin à sa carrière le 8 avril 2021,, à l'âge de 24 ans.

## Palmarès

### Coupe du monde
- 14 courses disputées (à fin mars 2021)

- Meilleur classement général : 137e en 2020 avec  13 points.
- Meilleur classement de slalom géant : 40e en 2020 avec 13 points.

- Meilleur résultat sur une épreuve de coupe du monde de slalom géant : 21e à Garmisch-Partenkirchen le 2 février 2020.

#### Classements
| Saison / Épreuve | Saison / Épreuve | Général | Général | Descente | Descente | Super G | Super G | Géant  | Géant  | Slalom | Slalom | Combiné | Combiné |
| ---------------- | ---------------- | ------- | ------- | -------- | -------- | ------- | ------- | ------ | ------ | ------ | ------ | ------- | ------- |
| Saison / Épreuve | Saison / Épreuve | Class.  | Points  | Class.   | Points   | Class.  | Points  | Class. | Points | Class. | Points | Class.  | Points  |
| 2020             | 2020             | 137e    | 13      | -        | -        | -       | -       | 40e    | 13     | -      | -      | -       | -       |

### Championnats du monde junior
| Épreuve / Édition | Descente | Super G | Slalom géant | Slalom  | Combiné |
| Mondiaux 2017 Åre | 56e      | 12e     | Abandon      | Abandon | 23e     |

### Coupe d'Europe
5 tops-10

#### Classements
| Saison / Épreuve | Saison / Épreuve | Général | Général | Descente | Descente | Super G | Super G | Slalom géant | Slalom géant | Slalom | Slalom | Combiné | Combiné |
| ---------------- | ---------------- | ------- | ------- | -------- | -------- | ------- | ------- | ------------ | ------------ | ------ | ------ | ------- | ------- |
| Saison / Épreuve | Saison / Épreuve | Class.  | Points  | Class.   | Points   | Class.  | Points  | Class.       | Points       | Class. | Points | Class.  | Points  |
| 2015             | 2015             | 215e    | 1       | -        | -        | 61e     | 1       | -            | -            | -      | -      | -       | -       |
| 2017             | 2017             | 202e    | 5       | -        | -        | -       | -       | 68e          | 5            | -      | -      | -       | -       |
| 2018             | 2018             | 136e    | 34      | -        | -        | -       | -       | 48e          | 34           | -      | -      | -       | -       |
| 2019             | 2019             | 109e    | 58      | -        | -        | -       | -       | 36e          | 58           | -      | -      | -       | -       |
| 2020             | 2020             | 73e     | 122     | -        | -        | -       | -       | 19e          | 122          | -      | -      | -       | -       |
| 2021             | 2021             | 95e     | 70      | -        | -        | -       | -       | 28e          | 70           | -      | -      | -       | -       |

### Championnats de France

#### Élite
| Édition / Epreuve                             | Descente | Super G | Slalom géant | Slalom | Super combiné |
| --------------------------------------------- | -------- | ------- | ------------ | ------ | ------------- |
| Championnats 2013 Peyragudes                  | 44e      | 34e     | -            | 34e    | -             |
| Championnats 2014 Méribel                     | 24e      | 23e     | 21e          | -      | 21e           |
| Championnats 2015 Tignes/Serre-Chevalier      | -        | 10e     | Abandon      | 22e    | -             |
| Championnats 2016 Les Menuires                | 24e      | 14e     | Abandon      | -      | 6e            |
| Championnats 2017 Tignes/Val Thorens/Lélex    | -        | 6e      | 18e          | -      | 43e           |
| Championnats 2018 Châtel                      | -        | 17e     | 6e           | -      | 9e            |
| Championnats 2020 Val Thorens                 | annulée  | annulé  | annulé       | annulé | annulé        |
| Championnats 2021 Châtel / Saint-Jean-d'Aulps | -        | 15e     | 8e           | -      | Abandon       |

#### Jeunes
1 titre de Champion de France

##### Juniors U21 (moins de 21 ans)
2017 à Val Thorens: 
- Vice-champion de France de super G

2016 aux Menuires : 
- Champion de France du combiné

2015 à Serre-Chevalier : 
- Vice-champion de France de super G

##### Cadets U18 (moins de 18 ans)
2014 à Méribel: 
- Vice-champion de France de slalom géant
- Vice-champion de France de combiné
- 3e des Championnats de France de Super G

### Autres

#### Scara (course internationale des jeunes)
12e du super G en avril 2011 à Val-d'Isère